# Jákup Mikkelsen
Jákup Mikkelsen, född 22 augusti 1957 i Klaksvík, är en färöisk politiker (Fólkaflokkurin) och näringslivsman.
Mikkelsen var medlem i kommunstyret i Klaksvík mellan 1984 och 1992 och var representant för Norðoyar i lagtinget mellan 2002 och 2008. År 2008 valdes Mikkelsen in på eget mandat i Lagtinget och var ordförande i Välfärdskommittén 2008–2011. I Kaj Leo Johannesens andra regering var Mikkelsen fiskeminister 2011–2012. Jákup Mikkelsen är partiets parlamentariska ledare sedan 2012, och hade även denna rollen 2008–2011.